# Колумбия (совалка)
Вижте пояснителната страница за други значения на Колумбия.
Космическата совалка „Колумбия“ (на английски: Columbia) е първата космическа совалка в орбиталната флотилия на НАСА. Работата по построяването и започва през 1975 г. а на 25 март 1979 е предадена на НАСА. Първата ѝ мисия продължава от 12 до 14 април 1981 година. Тя извършва общо 28 полета.
На 1 февруари 2003 Колумбия се разпада при повторното си навлизане в атмосферата по време на своята 28-а мисия. Всичките седем членове на екипажа загиват.

## Полети
Совалката „Колумбия“ е летяла 28 пъти в космоса, като сумарният ѝ престой там е 300,74 денонощия, извършила е 4808 обиколки около Земята и е прелетяла 201 454 702 км.

## Мисии на Колумбия
| №  | Дата             | Означение | Екипаж | Програма на полета |
| -- | ---------------- | --------- | --- | --- |
| 1  | 12 април 1981    | STS-1     | Джон Йънг (командир) и Робърт Крипън. | Първи пилотиран полет на совалка. |
| 2  | 12 ноември 1981  | STS-2     | Джо Енгъл (командир) и Ричард Трули. | Втори полет на „Колумбия“ и втора мисия на космическа совалка. Джо Енгъл осъществява първото и единствено в историята приземяване на космическа совалка на ръчен режим. |
| 3  | 22 март 1982     | STS-3     | Джек Лузма (командир) и Чарлс Фулъртън. | Трети полет на „Колумбия“ и трета мисия на космическа совалка. |
| 4  | 27 юни 1982      | STS-4     | Томас Матингли (командир) и Хенри Хартсфийлд. | Четвърти полет на „Колумбия“ и четвърта мисия на космическата совалка. Този полет е последният от изпитателните полети по програмата „Спейс шатъл“. След него започва нормалният цикъл по експлоатацията на космическите совалки с многочленни екипажи. |
| 5  | 11 ноември 1982  | STS-5     | Ванс Бранд (командир), Робърт Овърмайер, Джоузеф Алън и Уилям Леноар.                                                                                | Пети полет на „Колумбия“ и пета мисия на космическата совалка. Първи екипаж от четирима астронавти. |
| 6  | 28 ноември 1983  | STS-9     | Джон Йънг (командир), Брюстер Шоу, Оуен Гериът, Робърт Паркър, Улф Мерболд и Байрън Лихтенберг.                                                      | Шести полет на „Колумбия“ и девета мисия на космическата совалка. Първи екипаж от шест астронавта. За първи път на космически кораб на САЩ лети чуждестранен астронавт – Улф Мерболд (Германия, по онова време – ФРГ). Командира Джон Йънг става първият човек в света с шест космически полета. Извеждане на околоземна орбита на научния модул „Спейслаб“, построен от Европейската агенция за космически изследвания. |
| 7  | 12 януари 1986   | STS-61C   | Робърт Гибсън (командир), Чарлс Болдън, Франклин Чанг-Диас, Стивън Хоули, Джордж Нелсън, Робърт Сенкер и Уилям Нелсън.                               | Наблюдения и снимки на Халеевата комета. |
| 8  | 8 август 1989    | STS-28    | Брюстер Шоу (командир), Ричард Ричардс, Джеймс Адамсън, Дейвид Листма и Марк Браун.                                                                  | Изстрелване на шпионски спътник КН – 11. |
| 9  | 9 януари 1990    | STS-32    | Даниел Бранденщайн (командир), Джеймс Уитърби, Бони Дънбар, Джордж Лоу и Марша Айвънс.                                                               | Връщане на спътника на Земята. |
| 10 | 2 декември 1990  | STS-35    | Ванс Бранд (командир), Гай Гарднър, Джефри Хофман, Джон Лаундж, Робърт Паркър, Самуел Дурънс и Роналд Паризи.                                        | Експерименти с рентгенов и ултравиолетов телескопи. |
| 11 | 5 юни 1991       | STS-40    | Браян О'Конър (командир), Сидни Гутиерес, Джеймс Бейгиан, Тамара Джерниган, Реа Седън, Френсис Гафни и Мили Хюз-Фулфорд.                             | Първи космически екипаж, в който са включени три жени. Експерименти с космическа лаборатория. |
| 12 | 25 юни 1992      | STS-50    | Ричард Ричардс (командир), Кенет Бауерсокс, Бони Дънбар, Елен Бейкър, Карл Мийд, Лоурънс Делукас и Юджийн Трин.                                      | Експерименти с лаборатория по микрогравитация. |
| 13 | 22 октомври 1992 | STS-52    | Джеймс Уитърби (командир), Майкъл Бейкър, Чарлс Вич, Уилям Шепърд, Тамара Джерниган и Стивън Маклейн (Канада).                                       | Изстрелване на лазерен геодинамичен спътник. |
| 14 | 26 април 1993    | STS-55    | Стивън Нейгел (командир), Терънс Хенрикс, Джери Рос, Чарлс Прекърт, Бърнърд Харис, Улрих Валтер (Германия) и Ханс Шлегел (Германия).                 | Експерименти с немска космическа лаборатория. |
| 15 | 18 октомври 1993 | STS-58    | Джон Блаха (командир), Ричард Сеърфос, Реа Седън, Уилям Макартър, Дейвид Улф, Шанън Лусид и Мартин Фетман.                                           | Медицински изследвания. |
| 16 | 4 март 1994      | STS-62    | Джон Каспър (командир), Ендрю Алън, Пиер Тю, Чарлс Гимар и Марша Айвънс.                                                                             | Лаборатория за микрогравитация на САЩ. |
| 17 | 8 юли 1994       | STS-65    | Робърт Кабана (командир), Джеймс Халсъл, Ричард Хиб, Карл Уолц, Лерой Чао, Доналд Томас и Чиаки Мукаи (Япония).                                      | Международна лаборатория за микрогравитация. |
| 18 | 20 октомври 1995 | STS-73    | Кенет Бауерсокс (командир), Кент Роминджър, Кетрин Торнтън, Катрин Кулмън, Майкъл Лопес-Алегриа, Фред Лесли и Алберт Сако.                           | Лаборатория за микрогравитация на САЩ. |
| 19 | 22 февруари 1996 | STS-75    | Ендрю Алън (командир), Скот Хоровиц, Джефри Хофман, Маурицио Кели (Италия), Клод Николие (Швейцария), Франклин Чанг-Диас и Умберто Гуидони (Италия). | Експерименти с привързан спътник. |
| 20 | 20 юни 1996      | STS-78    | Терънс Хенрикс (командир), Кевин Крегел, Ричард Линехан, Сюзан Хелмс, Чарлс Брейди, Жан-Жак Фавие (Франция) и Робърт Тирск (Канада).                 | Медицински изследвания и лаборатория за микрогравитация. |
| 21 | 19 ноември 1996  | STS-80    | Кенет Кокрил (командир), Кент Роминджър, Стори Мъсгрейв, Томас Джоунс и Тамара Джерниган.                                                            | Развръщане на изследователска платформа. |
| 22 | 4 април 1997     | STS-83    | Джеймс Халсъл (командир), Сюзан Стил-Килрейн, Джанис Вос, Майкъл Гернхарт, Доналд Томас, Роджър Крауч и Грегъри Линтерис.                            | Лаборатория за микрогравитация. |
| 23 | 1 юли 1997       | STS-94    | Джеймс Халсъл (командир), Сюзан Стил-Килрейн, Джанис Вос, Майкъл Гернхарт, Доналд Томас, Роджър Крауч и Грегъри Линтерис.                            | За първи път в историята на американската космическа програма екипаж дублира мисия. Лаборатория за микрогравитация. |
| 24 | 19 ноември 1997  | STS-87    | Кевин Крегел (командир), Стивън Линдзи, Уинстън Скот, Калпана Чаула, Такао Дои (Япония) и Леонид Каденюк (Украйна).                                  | Лаборатория за микрогравитация на САЩ. |
| 25 | 13 април 1998    | STS-90    | Ричард Сеърфос (командир), Скот Олтман, Ричард Линехан, Катрин Хайр, Дафид Уилямс (Канада), Джей Баки и Джеймс Павелчук.                             | Медицински изследвания. |
| 26 | 23 юли 1999      | STS-93    | Айлин Колинс (командир), Джефри Ашби, Стивън Хоули, Катрин Кулмън и Мишел Тонини (Франция).                                                          | Изстрелване на рентгенова обсерватория. Полковник Айлин Колинс става първата жена в света, командир на космически кораб. |
| 27 | 1 март 2002      | STS-109   | Скот Олтман (командир), Дуейн Кери, Джон Грунсфелд, Нанси Кюри, Ричард Линехан, Джеймс Нюман и Майкъл Масимино.                                      | Двадесет и седми полет на „Колумбия“ и сто и девета мисия на космическата совалка. Обслужване на телескопа „Хъбъл“. |
| 28 | 16 януари 2003   | STS-107   | Рик Хъсбанд (командир), Уилям Маккул, Дейвид Браун, Калпана Чаула, Майкъл Андерсън, Лоръл Кларк и Илан Рамон (Израел).                               | Експерименти по микрогравитация, наблюдения на Земята. Последен полет на „Колумбия“. |

## Емблеми на мисиите
| Емблеми на полетите на совалката „Колумбия“ | Емблеми на полетите на совалката „Колумбия“ | Емблеми на полетите на совалката „Колумбия“ | Емблеми на полетите на совалката „Колумбия“ | Емблеми на полетите на совалката „Колумбия“ | Емблеми на полетите на совалката „Колумбия“ | Емблеми на полетите на совалката „Колумбия“ | Емблеми на полетите на совалката „Колумбия“ |
| ------------------------------------------- | ------------------------------------------- | ------------------------------------------- | ------------------------------------------- | ------------------------------------------- | ------------------------------------------- | ------------------------------------------- | ------------------------------------------- |
|                                             |                                             |                                             |                                             |                                             |                                             |                                             |                                             |
| STS-1                                       | STS-2                                       | STS-3                                       | STS-4                                       | STS-5                                       | STS-9                                       | STS-61C                                     | STS-28                                      |
|                                             |                                             |                                             |                                             |                                             |                                             |                                             |                                             |
| STS-32                                      | STS-35                                      | STS-40                                      | STS-50                                      | STS-52                                      | STS-55                                      | STS-58                                      | STS-62                                      |
|                                             |                                             |                                             |                                             |                                             |                                             |                                             |                                             |
| STS-65                                      | STS-73                                      | STS-75                                      | STS-78                                      | STS-80                                      | STS-83                                      | STS-94                                      | STS-87                                      |
|                                             |                                             |                                             |                                             |                                             |                                             |                                             |                                             |
| STS-90                                      | STS-93                                      | STS-109                                     | STS-107                                     |                                             |                                             |                                             |                                             |